# Staurogyne petelotii
Staurogyne petelotii är en akantusväxtart som beskrevs av Raymond Benoist. Staurogyne petelotii ingår i släktet Staurogyne och familjen akantusväxter. Inga underarter finns listade i Catalogue of Life.